# Francuska Formuła 4
Francuska Formuła 4 – klasa wyścigów samochodów jednomiejscowych, odbywająca się we Francji pod patronatem Fédération Française du Sport Automobile i Auto Sport Academy. Założona przez Louisa Droueta w 1993 roku jako Formuła Campus Renault Elf, od 2011 roku pod obecną nazwą. Zwycięzca serii otrzymuje wsparcie w kontynuowaniu kariery w Formule Renault 2.0.

## Samochód
Nadwozie jest zbudowane wokół monokoku z kompozytu włókna węglowego. Silnik Renault K4MRS ma pojemność 1,6 litra i dysponuje mocą około 140 KM. Napęd jest przenoszony za pośrednictwem pięciobiegowej sekwencyjnej skrzyni biegów. Jedynym dostawcą ogumienia jest Michelin.

## Mistrzowie
| Sezon | Seria                      | Kierowca           | Wyś | PP | P1 | Pod. | NO | Pkt.  | Źródło |
| ----- | -------------------------- | ------------------ | --- | -- | -- | ---- | -- | ----- | ------ |
| 1993  | Formule Campus Renault Elf | Sébastien Philippe |     |    | 3  |      |    | 238   | [ 4 ]  |
| 1994  | Formule Campus Renault Elf | Franck Montagny    |     |    | 3  |      |    | 284   | [ 5 ]  |
| 1995  | Formule Campus Renault Elf | Renaud Malinconi   |     |    | 5  |      |    | 259   | [ 6 ]  |
| 1996  | Formule Campus Renault Elf | Philippe Bénoliel  |     |    | 3  |      |    |       | [ 7 ]  |
| 1997  | Formule Campus Renault Elf | Marcel Costa       |     |    | 2  |      |    |       | [ 8 ]  |
| 1998  | Formule Campus Renault Elf | Westley Barber     | 10  |    | 6  |      |    |       | [ 9 ]  |
| 1999  | Formule Campus Renault Elf | Adam Jones         |     |    | 3  |      |    |       | [ 10 ] |
| 2000  | Formule Campus Renault Elf | Stéphane Morat     |     |    | 6  |      |    | 428   | [ 11 ] |
| 2001  | Formule Campus Renault Elf | Bruce Lorgeré-Roux |     |    | 9  |      |    | 240   | [ 12 ] |
| 2002  | Formule Campus Renault Elf | Loïc Duval         | 16  | 9  | 9  | 13   |    | 253   | [ 13 ] |
| 2003  | Formule Campus Renault Elf | Laurent Groppi     | 16  | 11 | 13 | 15   | 10 | 293   | [ 14 ] |
| 2004  | Formule Campus Renault Elf | Jacky Ferré        |     |    | 5  |      |    | 176   | [ 15 ] |
| 2005  | Formule Campus Renault Elf | Jean-Karl Vernay   | 14  | 2  | 6  | 12   | 3  | 219   | [ 16 ] |
| 2006  | Formule Campus Renault Elf | Kévin Estre        | 13  | 5  | 6  | 12   | 3  | 195   | [ 17 ] |
| 2007  | Formule Campus Renault Elf | Jean-Éric Vergne   | 13  | 5  | 6  | 10   | 1  | 189   | [ 18 ] |
| 2008  | Formul'Academy Euro Series | Arthur Pic         | 14  | 6  | 6  | 9    | 6  | 146,5 | [ 19 ] |
| 2009  | Formul'Academy Euro Series | Benjamin Bailly    | 14  | 3  | 6  | 11   | 4  | 162   | [ 20 ] |
| 2010  | F4 Eurocup 1.6             | Stoffel Vandoorne  | 14  | 5  | 6  | 9    | 4  | 159   | [ 21 ] |
| 2011  | Championnat de France F4   | Matthieu Vaxivière | 14  | 6  | 3  | 10   | 5  | 146   | [ 22 ] |
| 2012  | Championnat de France F4   | Alexandre Baron    | 13  | 11 | 9  | 11   | 8  | 278   | [ 23 ] |
| 2013  | Championnat de France F4   | Anthoine Hubert    | 21  | 10 | 11 | 13   | 8  | 365   | [ 24 ] |
| 2014  | Championnat de France F4   | Lasse Sørensen     | 21  | 5  | 8  | 9    | 17 | 387   | [ 25 ] |
| 2015  | Championnat de France F4   | Valentin Moineault | 21  | 9  | 8  | 12   | 5  | 329   | [ 26 ] |